# Scrophularia edgeworthii
Scrophularia edgeworthii är en flenörtsväxtart som beskrevs av George Bentham. Scrophularia edgeworthii ingår i släktet flenörter, och familjen flenörtsväxter. Inga underarter finns listade i Catalogue of Life.